# Bisdom Quimper

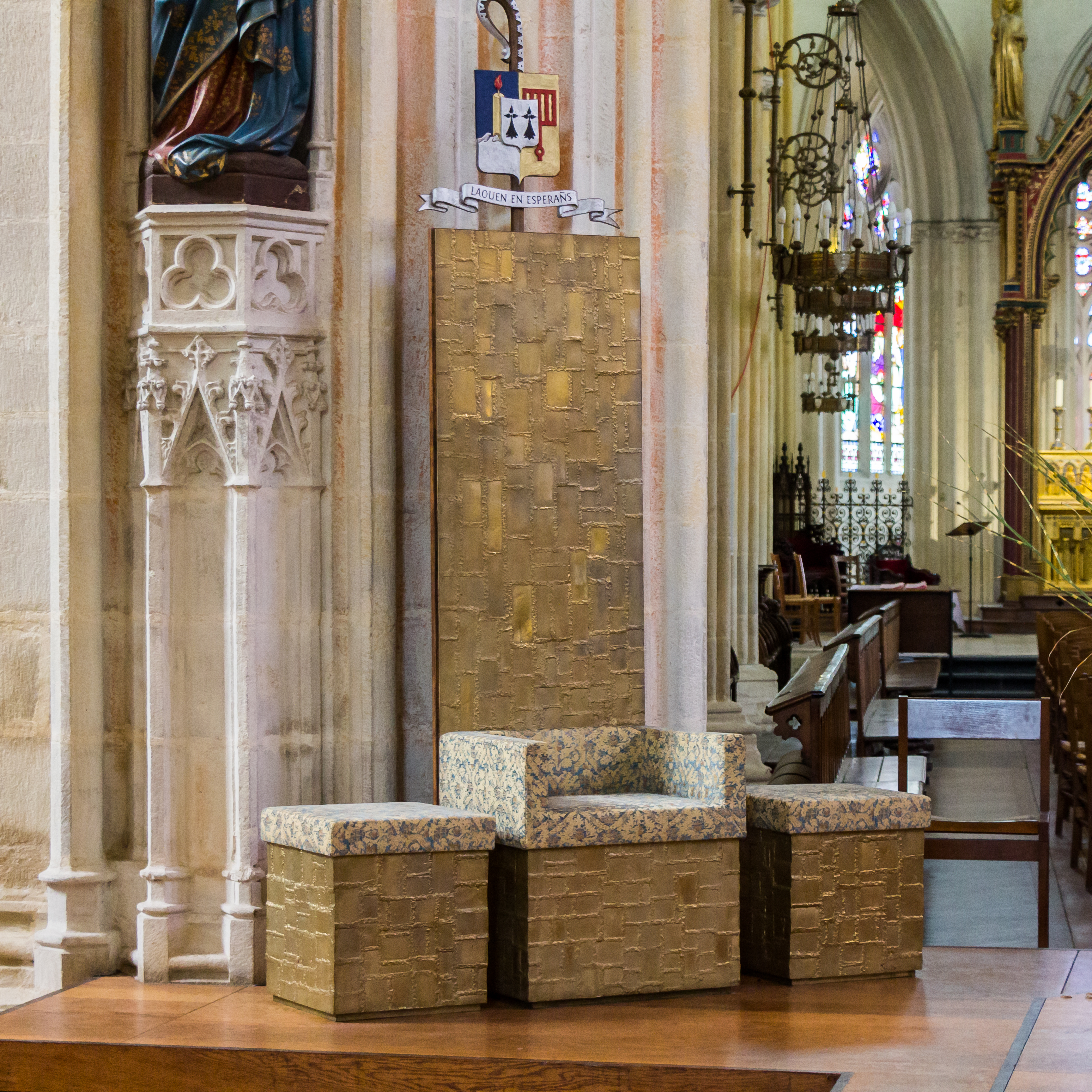
De bisschopszetel in de kathedraal Saint-Corentin van Quimper

Het bisdom Quimper (en Léon) (Latijn: Dioecesis Corisopitensis; Frans: Diocèse de Quimper) is een rooms-katholiek bisdom in Frankrijk met als zetel Quimper (Bretagne). Het bisdom heeft een oppervlakte van 6.785 km² en omvat het grondgebied van het departement Finistère. Het is suffragaan aan het aartsbisdom Rennes.
In 2020 telde het bisdom 742.000 katholieken op een totale bevolking van 909.000, of 81,7% van de bevolking. Het bisdom telt 324 parochies.

## Geschiedenis

Het bisdom Quimper binnen Frankrijk

Het bisdom Quimper in zijn huidige vorm ontstond na het Concordaat van 1801 tussen Napoleon en paus Pius VII. In het nieuwe bisdom werden de oude bisdommen Quimper (of Cornouaille) en Léon verenigd. Ook werden delen van de oude bisdommen Tréguier, Dol en Vannes bij het nieuwe bisdom gevoegd, opdat het zou samenvallen met de grenzen van het departement Finistère.

### Oude bisdom Cornouaille

Het oude bisdom Cornouaille (1789)

Voor de komst van de Bretonnen van over Het Kanaal in de 5e en 6e eeuw waren er al christelijke gemeenschappen in het gebied en mogelijk zelfs al een bisschop. De Bretonnen waren al gekerstend en vestigden hun eigen kerkelijke structuur in het gebied. Het bisdom Cornouaille ontstond in het westen van Bretagne en was groter dan het huidige bisdom Quimper. Het bisdom kende het nodige oorlogsgeweld. In de 17e eeuw werd werk gemaakt van betere priesteropleidingen met de oprichting van het seminarie in Quimper (1669). Het was ook een bloeitijd voor de kloosters. In de loop van de 18e eeuw nam het aantal priesterroepingen af; in 1790 telde het bisdom 670 seculiere priesters en een vijftigtal reguliere priesters.
De Franse Revolutie bracht veel onrust. Ongeveer 30% van de priesters van het bisdom legde de eed van trouw af. Vanaf 1792 werden de priesters die de eed weigerden, vervolgd. Ze werden gevangen gezet, gedeporteerd en een aantal werd geëxecuteerd. Na de dood van de oude bisschop Toussaint-François-Joseph Conen de Saint-Luc in 1790 werd Alexandre Expilly aangesteld als constitutioneel bisschop. Hij stierf onder de guillotine in 1794. Zijn opvolger, Yves Audrein, werd in 1800 geëxecuteerd door opstandige chouans.

### Nieuwe bisdom
De eerste drie bisschoppen van het moderne bisdom, Claude André, Pierre Dombidau de Crouseilhes en Jean-Marie de Poulpiquet, wachtte de zware taak een nieuwe organisatie op te zetten. In de tweede helft van de 20e eeuw ondervond ook het bisdom Quimper de gevolgen van de secularisatie. Het aantal priesterroepingen daalde sterk; in 1948 waren er nog meer dan 1000 diocesane priesters, in 2020 waren dat er nog 175. De taak van de leken werd daarom belangrijker; zo waren er in 2020 44 permanente diakens actief.

## Bisschoppen
Enkele bisschoppen van Cornouaille:
- Bertrand de Rosmadec (1417-1444)
- François de Coëtlogon (1668-1706)

Sinds de heroprichting in 1801:
- Claude André (1802-1804)
- Pierre Dombideau de Crouseilhes (1805-1823)
- Jean-Marie de Poulpiquet (1824-1840)
- Jean-Marie Graveran (1840-1855)
- Nicolas-Marie Sergent (1855-1871)
- Charles-Marie-Denis-Anselme Nouvel de La Flèche, O.S.B. (1871-1887)
- Jacques-Théodore Lamarche (1887-1892)
- Henri-Victor Valleau (1893-1898)
- François-Virgile Dubillard (1899-1907)
- Adolphe-Yves-Marie Duparc (1908-1946)
- André-Pierre-François Fauvel (1947-1968)
- Francis Barbu (1968-1989)
- Clément Guillon, C.I.M. (1989-2007)
- Jean-Marie Le Vert (2007-2015)
- Laurent Dognin (2015- )

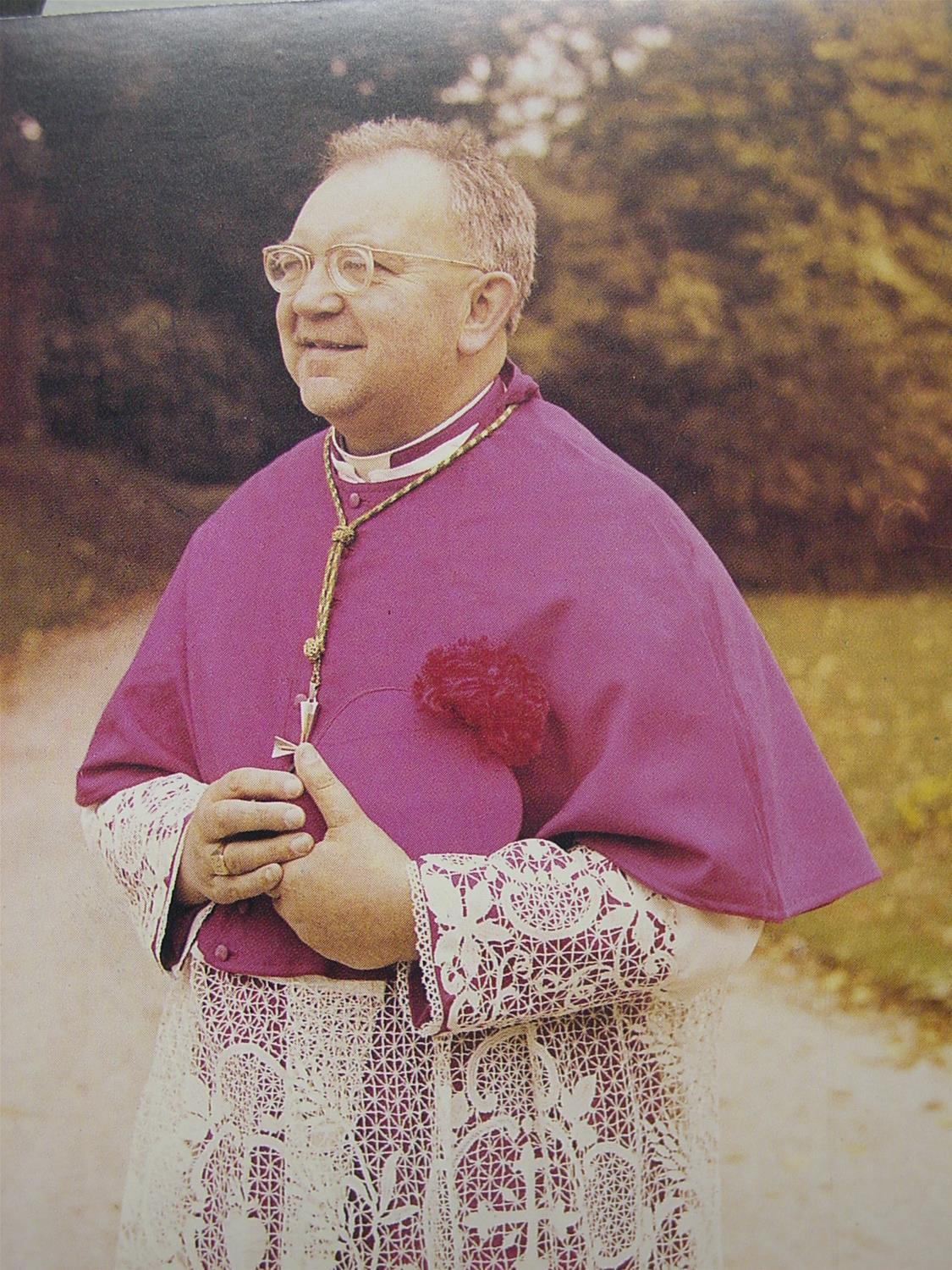
Francis Barbu
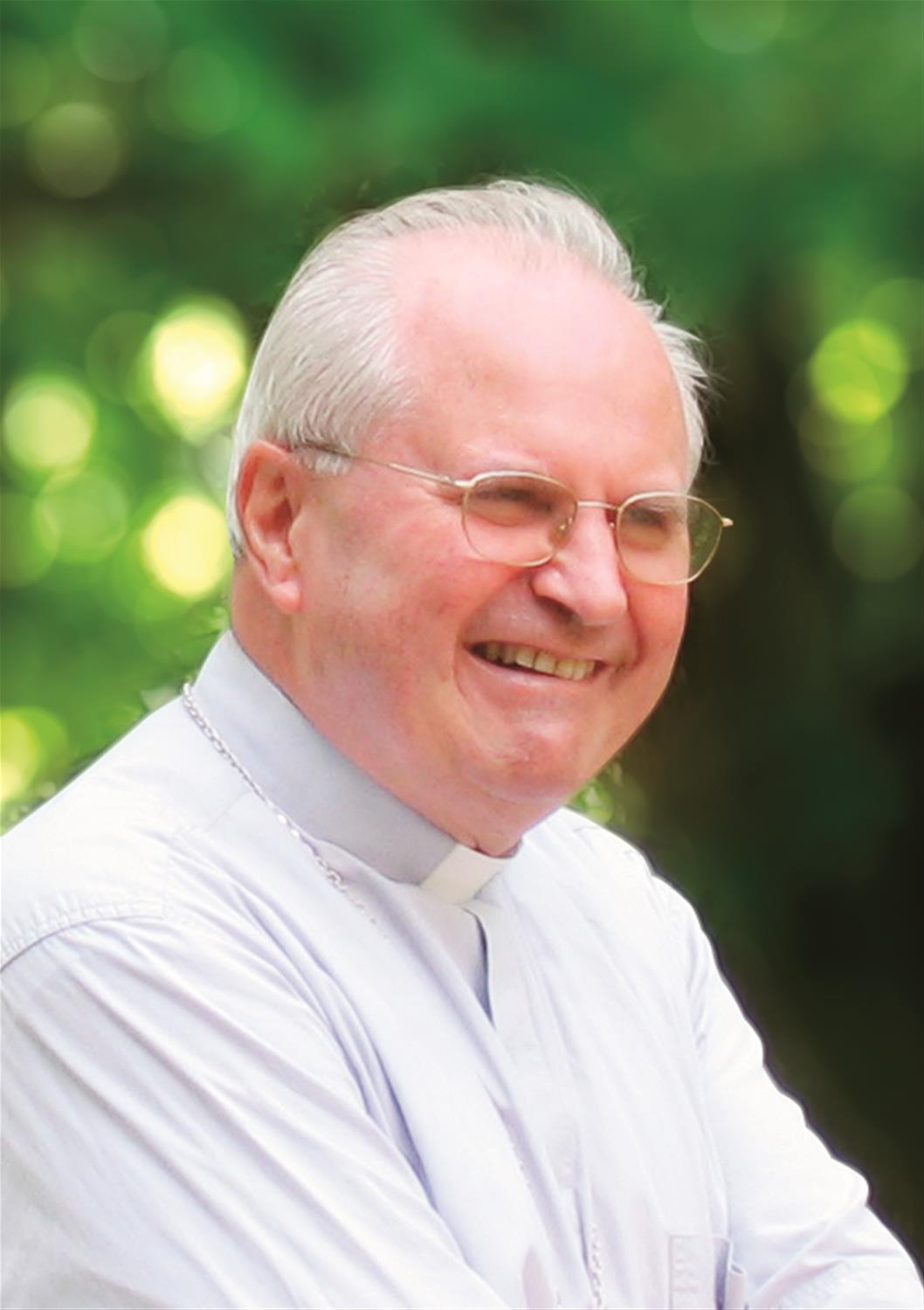
Clément Guillon
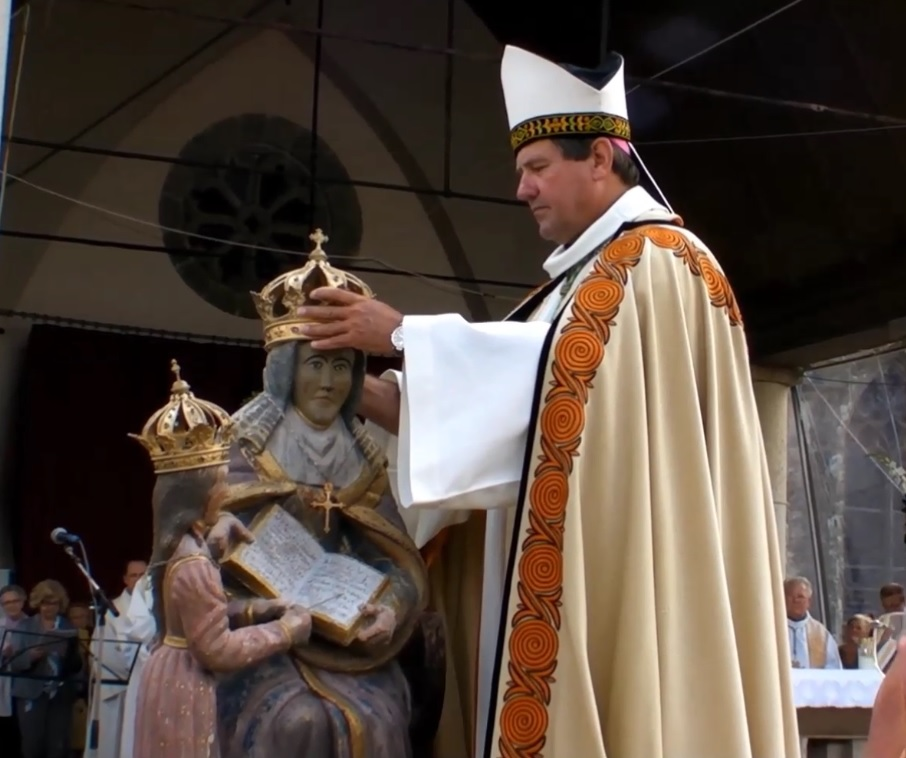
Jean-Marie Le Vert

Rennes (aartsbisdom) · Angers · Laval · Le Mans · Luçon · Nantes · Quimper · Saint-Brieuc · Vannes